# Jughead Jones
Forsythe Pendleton "Jughead" Jones III es uno de los personajes de ficción creados por Bob Montana y John L. Goldwater en Archie Comics que apareció por primera vez en la primera historia de Archie, de Pep Comics #22 (diciembre de 1941). En México fue bautizado como Torombolo y ese nombre se utilizó tanto en los cómics como en la serie animada.
Jughead es el baterista de the Archies y es hijo de Forsythe Pendleton Jones II; en una de las primeras historietas del periódico Archie, él mismo es identificado como John Jugworth Jones III (y en una tira, probablemente debido a un error continuidad, como Forsythe Van Jones). Tiene un perro pastor (perro pastor inglés antiguo) blanco llamado Hot Dog y una hermana menor, Forsythia "Jellybean" Jones.
Jughead (abreviado como Jug o Juggie) es el mejor amigo del vocalista / guitarrista Archie Andrews. Jughead es un estudiante de secundaria inteligente, de lengua afilada, relajado y excéntrico. Está obsesionado con comer y en algunas historias, es asexual. La mayoría lo ve como un vago. Se le puede identificar por su nariz larga, ojos medio cerrados, sudadera con forma de "S" y un sombrero.

## Concepto y creación
Bob Montana declaró que Jughead era un personaje que imaginaba, a diferencia de otros personajes de la serie que se basaban en personas que conocía. La viuda de Montana, Peg Bertholet, declaró que un amigo de secundaria de Montana llamado Skinny Linehan, supuestamente tenía algunos de los rasgos peculiares de Jughead. Bertholet ha declarado que la insignia "S" se refiere a un lugar llamado Skunk Hill en Haverhill, Massachusetts que Montana convirtió en Squirrel Hill. La "S" alude a una combinación de la ubicación y el equipo atlético de la escuela primaria de Montana cerca de Haverhill llamado Tigers. Bertholet ha declarado que "S" significa "Tigres independientes de Squirrel Hill", y no se puede abreviar de otra manera.

## Historia y carácter
Jughead generalmente tiene un característico sentido del humor irónico y sarcasmo. Se le considera con un poco de rareza, pero prefiere su (inconformismo protestantismo) en lugar de seguir los estilos de los demás. Sus muchas peculiaridades lo convierten en el blanco de las burlas y el abuso de Reggie, Veronica e incluso de otros compañeros y maestros. Muchos episodios involucran a Reggie y Jughead tratando de superarse entre sí con bromas y apuestas, y Jughead casi siempre sale victorioso. Se revela que es extremadamente inteligente y creativo cuando es necesario y a menudo se aprovecha de las debilidades de Reggie y sus otros torturadores (se divierte todo el tiempo).
En los cómics anteriores, una mordaza implicaba a varios personajes que intentaban descubrir el nombre real de Jughead, mientras que Jughead frustraba sus esfuerzos. En una historia, Archie Andrews y Reggie Mantle van a la oficina de la escuela, donde una mujer les dice que el verdadero nombre de Jughead es Steve. Después de que Archie y Reggie abandonan la oficina, la audiencia se entera de que la mujer es en realidad la tía de Jughead que acaba de mentirle como un favor a Jughead para ayudar a mantener oculto su nombre real. En otra historia (número 1 de "The Jughead Jones Comics Digest", junio de 1977) descubrimos que lleva el nombre de su antepasado, un héroe estadounidense. Por un breve tiempo, Jughead comenzó a usar su nombre de pila en honor a su antepasado. Después de enterarse de que este antepasado se casó nueve veces, Jughead volvió a su apodo. En la serie Little Archie, su nombre real es revelado por Miss Grundy al comienzo de la clase.
También se cree que su nombre atrae a las chicas como en una tira, su nombre fue mencionado y enloqueció a las chicas por él.
Otro misterio que sigue al personaje de Jughead es el significado de la "S" en su sudadera. Esto sigue siendo un misterio hasta el día de hoy, aunque muchas historias han insinuado un significado. En Jughead # 30 (1992), cuando su psiquiatra, Sara, le preguntó "¿por qué una 'S'?" él respondió "¡No sé! Mi primo tercero se llamaba flaco ..." La pancarta triangular en la portada del número 140 de 'Archie & Friends' muestra que la "S" significa "Silby", como en Silby High School, a la que asistió durante unos meses como estudiante de primer año. En un momento después de que su suéter se llenó de agujeros debido a lo que pensó que era una polilla cuando en realidad fue un accidente químico causado en la clase de laboratorio, revela que simplemente le gusta la letra S y la encuentra "compatible", porque la letra puede significa "sopa, sándwich, bistec y todo tipo de golosinas". después de que sus amigos le pregunten. Betty pone los ojos en blanco ante la explicación y agrega: "¡S significa" lo siento, pregunté "!" Otra teoría es que, como es un inconformista, usa una "S" a diferencia de sus compañeros de clase que usan suéteres adornados con una "R" que significa Riverdale.

### Obsesión por la comida
Jughead es conocido por su amor por la comida, especialmente las hamburguesas, y su capacidad para consumir cantidades absurdamente grandes en una sola sesión sin enfermarse ni aumentar de peso, aunque a menudo luce barriga inmediatamente después de una comida particularmente abundante. Jughead es el cliente preferido de la mayoría de los establecimientos de comida de Riverdale, especialmente de Chock'lit Shoppe de Pop Tate, excepto cuando él está detrás en pagar su cuenta generalmente larga. En una historia, le dieron una "Tarjeta Restaurant Club" y comió en restaurantes de clase alta hasta que descubrió cuánto interés cobraba la tarjeta, y Pop Tate le prestó el dinero con la condición de que comiera exclusivamente en el Chok Shoppe. Su capacidad para comer tanta comida sin aumentar de peso se atribuye a un metabolismo muy raro e inverosímil. Una vez afirmó que pesaba 300 libras después de una comida, aunque generalmente se lo describe como delgado y saludable.
Las habilidades especiales de Jughead con respecto a la comida se extienden a ser capaz de identificar la comida en una lata sellada por el olor y ser capaz de detectar los más mínimos defectos en la preparación de la comida por el gusto. Como tal, es un crítico gastronómico respetado, además de un chef gourmet. Una vez, cuando buscó la ayuda de Miss Grundy con su escritura creativa, ella sugirió que escribiera sobre un tema que conocía, lo que llevó al "Libro de cocina de Forsythe P. Jones".
Jughead a menudo participa en concursos de comida, generalmente ganando directamente, o bien viniendo fácilmente por detrás después de distracciones cómicas, y a menudo con espacio de sobra mientras el competidor se retira mal. En un concurso de comidas en toda la ciudad, se comió una hamburguesa colosal compuesta por dieciséis hamburguesas diferentes. Jughead también estableció dos récords mundiales por comer pizza; uno para comer pizza rápidamente y otro para comer la mayor cantidad de pizzas de una sola vez: doce. El apetito de Jughead es tan grande que incluso si come poco antes de tales concursos, no afecta su desempeño. Por ejemplo, una escuela secundaria rival envió una vez a una chica, Jane Dough, para llevar a Jughead a varios restaurantes y alimentarlo tanto como fuera posible. Sorprendentemente, Jughead aún logró ganar el concurso. Le explicó a Jane que los mejores atletas necesitan entrenar constantemente para mantenerse en forma, y ella realmente lo ayudó a "entrenar" para la competencia.
Una mordaza corriente muestra a Jughead visitando restaurantes que prometen ofertas especiales de "todo lo que pueda comer", con el devastado restaurador cerrando cuando Jughead se va.
A pesar de su apetito, no se sabe que Jughead sea tacaño con la comida o que deje que otros pasen hambre. Cuando abrió una tienda que vendía dulces de un centavo en Riverdale, gastó toda su asignación en una bolsa enorme de dulces, solo para encontrarse con un niño sin un centavo afuera de la tienda. Jughead luchó con su deseo, pero eligió darle el caramelo al chico. En una historia similar, Jughead conoció a una persona sin hogar a la que le gustaba el mismo tipo de pizza que a él, y decidió darle la pizza que acababa de comprar. En otra historia, después de ganar tres pizzas a la semana durante seis meses por ser el cliente número un millón de una pizzería, las donó todas a un comedor de beneficencia donde se ofreció como voluntario.
Debido a su conocida obsesión por la comida, se mostró a Jughead comiendo una hamburguesa en las fachadas de los efímeros Archie's Family Restaurants.

### Sombrero de Jughead
Casi siempre se ve a Jughead con su gorro con un alfiler redondo y cuadrado. Este tipo de gorra en forma de corona, llamada gorra de whoopee, a veces una "gorra de jughead" o "corona", era popular entre los niños en las décadas de 1930 y 1940. Estaba hecho con un sombrero de fieltro fedora de hombre con el ala recortada en zig-zag y vuelta hacia arriba. Las tapas de las botellas se pueden "fijar" en su lugar usando el forro de corcho extraíble. En las décadas de 1920 y 1930, a los estudiantes de primer año de la universidad a veces se les exigía que las usaran con fines de iniciación, y los mecánicos solían usar esas gorras. Han aparecido similares en otros personajes de cómics / tiras, dibujos animados y libros para niños como Eddie Stimson en Little Lulu, Melvin Wisenheimer en Little Audrey, Skuzz en The Berenstain Bears, y Bugs Meany en Encyclopedia Brown también como en Goober Pyle en The Andy Griffith Show y el personaje de Jeff Goldblum "Freak # 1" en Death Wish. El sombrero de Jughead se volvió a colorear en negro en las caricaturas de Filmation y en rosa en The New Archies. En el transcurso de la publicación del personaje, el sombrero de Jughead ha evolucionado de un fedora modificado a su apariencia de "corona" más reconocible.
Aunque algunos ven el sombrero como extraño e inmaduro, Jughead lo considera un amuleto de la buena suerte y cuando se lo quitan, la desgracia se presenta en su camino. Mientras estaba en el equipo de béisbol de la escuela, Jughead fue apartado y reprendido por el director de la escuela, el Sr. Weatherbee, por usar el sombrero en lugar de una gorra de uniforme de béisbol adecuada. Jughead obedeció, pero luego comenzó a actuar tan mal que Weatherbee se vio obligado a ceder.
En el cómic "Time Police", hay un doble de su gorro que le dio un benefactor desconocido (que luego se reveló que era él mismo) que le permite viajar en el tiempo.
Algunas historias lo mostraban usando un broche único en su sombrero que atraía a muchas chicas, así que lo escondió para evitar que la multitud de chicas lo apresuraran.
El sombrero también parece definir parte de la personalidad de Jughead. Una historia tiene a la pandilla tratando de convencerlo de que se pruebe un sombrero diferente, pero se revela que cualquier sombrero que se probó cambió su personalidad para adaptarse al sombrero. Cuando le pidieron que se probara un sombrero de detective, se centró en las pistas que hubieran metido a Archie en problemas con Betty y Veronica, y tomó un cabello del suéter de Reggie que implicaba que había tenido una cita furtiva con Midge a espaldas de Moose (la mirada en ambos rostros implican que estaba en algo). Jughead también declaró que se sentía desnudo sin sombrero. Finalmente, Veronica le dio un sombrero especial para que se probara. Cuando lo hizo, todos dijeron que le sentaba bien (era algo feo pero se veía cómico. Ella dijo que lo estaba guardando para una fiesta del (Sombrerero Loco). Jughead intentó usarlo por un día en la escuela, pero asustó a varios estudiantes, maestros e incluso a la señorita Beazly, la señora de la cafetería, y le rogaron que volviera a su sombrero característico. Cuando preguntó qué harían si lo hiciera, le ofrecieron una fuente de hamburguesas y él aceptó felizmente.
En Jughead and Friends Digest #25 historia "El secreto del sombrero de Jughead" su gorra se destruye en un accidente de lavandería. Wendy Weatherbee (la sobrina del director Weatherbee) reemplaza el sombrero perdido haciendo exactamente lo que se explicó anteriormente cuando toma un viejo Fedora y lo corta y le da forma para rehacer la gorra o corona de whoopee.

### Familia y amigos
El mejor amigo de Jughead es Archie Andrews, a pesar de su diferencia de personalidad. Archie fue la primera persona que conoció Jughead al mudarse a Riverdale, y a menudo se ve arrastrado a los planes y travesuras de Archie. Jughead suele ser el primero en rescatar a Archie de los problemas (aunque algunas veces solo empeora las cosas). Jughead, extremadamente leal, está dispuesto a hacer casi cualquier cosa para ayudar a su amigo, algo que Archie ocasionalmente da por sentado.
Reggie Mantle es otro de los amigos cercanos de Jughead, aunque su relación con Jughead se define por su constante competencia. Reggie nunca pierde la oportunidad de insultar a Jughead "nariz de aguja" (es su apodo favorito) y Jughead a menudo responde con trucos para agravar a Reggie. Aunque a menudo parece que se odian, y ninguno de los dos admitirá lo contrario, realmente se preocupan el uno por el otro. Jughead incluso ayudará a Reggie a escapar de las heridas cuando Moose Mason esté enojado con él.
Junto a Archie, Betty Cooper con frecuencia se desliza en el papel de mejor amiga de Jughead en los cómics. Su amor mutuo y su aprecio por la comida (ella cocina, él come) y su continuo bateo mutuo han hecho de su amistad un bastión en los cómics. Aunque generalmente no está interesado en los asuntos del corazón, Jughead con frecuencia defiende a Betty cuando Archie le rompe el corazón. En un cómic, Jughead le dice a Betty que si alguna vez besara a una chica voluntariamente, sería ella.
Jughead y Veronica Lodge discuten constantemente. Veronica no puede soportar las bromas de su actitud relajada, y Jughead disfruta burlándose de ella y haciéndola perder los estribos con ingeniosos insultos. Su relación se consideraría la de "amigos enemigos". Aunque a veces, le encanta hacer que ella se enoje porque a veces la ve como una esnob egoísta e indiferente. Una vez le dijo a Verónica que estaba "loco de pasión" por ella, y comenzó a aparecer dondequiera que fuera, para quitarla de encima después de que ella lo criticara públicamente. Una vez fueron elegidos juntos en una obra de teatro escolar, lo que les exigió besarse. Debido a la forma en que Jughead la besó, ella quedó atrapada en el momento y se enamoró de él por un tiempo. Sin embargo, Jughead logró superar su enamoramiento, con la ayuda de un sándwich de ajo y cebolla.
Los otros amigos de Jughead incluyen a Dilton Doiley y Moose Mason. Aparte de Dilton, Jughead probablemente se lleva mejor con Moose que los otros chicos debido a su actitud de no confrontación (y su falta de interés en la novia de Moose Midge Klump). Las maneras nerd de Jughead y la falta de interés en los deportes y las chicas probablemente explican lo bien que se lleva con Dilton.
La familia de Jughead incluye a su padre, también llamado Forsythe, su madre Gladys, y en cómics posteriores, su hermana menor Jellybean. También tiene muchos parientes excéntricos, incluido el tío Herman, un poco confundido, o "Doc Jones", un inventor chiflado y un poco pomposo cuyas creaciones suelen causar estragos en Jughead y / o sus amigos y su primo más joven parecido, Souphead. Otros familiares de una sola vez aparecen con frecuencia. Jughead también cuenta muchas historias de sus antepasados, quienes demuestran ser tan interesantes como él. Un episodio de dibujos animados de "Archie" de la década de 1970 presentaba a los abuelos paternos de Jughead, "ambos" de los cuales se parecen a Jughead.
Otro conocido de Jughead es Trula Twyst, la psicóloga pop en ciernes de Riverdale High, que constantemente intenta analizar a Jughead para determinar qué lo hace tan extraño. Los dos comparten una extraña relación de amor / odio que habría sido mucho más suave si no se hubieran conocido de la forma en que lo hicieron: Trula engañó a Jughead para que saliera con ella para volverse más popular.
En una historia, Jughead afirmó que su bisabuela era un Native Americans in the United States "de la tribu Pawtuxet", a pesar del hecho de que el Patuxet fue asesinado en 1622. En otra historia de la misma época, afirmó que su tatarabuelo era "un esquimal", que era "el único policía al norte de Nome ... ¡'Ol' Bluenose Jones 'lo llamaban!" Es probable que ninguna de estas afirmaciones deba tomarse en serio. En ambas historias, también usó sus afirmaciones para burlarse de Veronica, lo que sugiere más que sus comentarios eran bromas, ya que Jughead tiene un historial de inventar mentiras para burlarse de Veronica y otros oponentes.
En el universo de "Mad Magazine", el doppelgänger de Jughead recibe el sobrenombre de Bottleneck. Bottleneck lleva un gorro que parece un cuello de botella roto. Su mejor amigo (y compañero delincuente juvenil) es Starchie.

### Miniserie
Jughead's Time Police fue una serie que comenzó en 1990 con Jughead como un héroe del siglo 29 y miembro de Time Police, una organización que asegura la historia. para seguir siendo el mismo por el bien del futuro. En esta serie, el gorro le da a Jughead la habilidad de viajar en el tiempo pensando. Con su supervisor, Marshal January McAndrews, Jughead repara los disturbios del pasado. La serie se reinició en 2019, Jughead construyó una máquina del tiempo para deshacer los errores que ha cometido, lo que obliga a January McAndrews a intervenir.
Otros productos derivados incluyen Jughead's Diner en 1990, donde dirigió un diner con un elenco ecléctico de clientes; y Jughead's Fantasy, resultante de Jughead's Folly, duró tres números y contó con los sueños de Jughead de varios alter-ego s, incluyendo Sir Jugalot, Peter Goon - Private Eye y Hijo de Hércules. Jughead también apareció en Explorers of the Unknown, interpretando a Squint, un temerario escapista.

## Sexualidad
Jughead es conocido por su desinterés en las relaciones románticas con cualquiera. La filosofía de Jughead sobre las relaciones románticas, obtenida al observar los enredos románticos de Archie, es que las citas complican la vida de un hombre y lo privan de dinero en efectivo que podría usarse para comprar hamburguesas. Esto a menudo atrae a las niñas en lugar de repelerlas. Su admiradora más ardiente es Ethel Muggs, una chica torpe pero muy amigable que persigue a Jughead en cada oportunidad, a pesar de las constantes y directas negativas de Jughead. Las historias posteriores mostraron una disminución en su obsesión por él, e incluso la muestran saliendo con otros chicos, lo que sorprendentemente pone celoso a Jughead. Jughead disfruta secretamente de la atención, aunque afirma que aguanta la compañía de Ethel solo si ella cocina para él. Él ha mostrado un interés romántico en ella en raras ocasiones, y finalmente se enamoró de ella en la serie "La vida con Archie: La vida matrimonial" donde las historias de "Archie se casa con Veronica" terminaban con la boda de Jughead y Ethel.
En 2016, se confirmó que la orientación de Jughead era asexual en las historias de Chip Zdarsky (y más tarde de Ryan North y Mark Waid) para los cómics Jughead como parte de la línea New Riverdale. Zdarsky dijo de su carrera en el libro que "el próximo escritor podría hacerle descubrir niñas o niños o ambos y eso está totalmente bien. Ha habido iteraciones de Jughead durante las décadas en las que ha estado interesado en las niñas, por lo que hay espacio para jugar si alguien estuviera inclinado. Para mí, sin embargo, me gusta un Jughead asexual". Más tarde tuiteó que veía a Jughead como "un as y probablemente semi-romántico, para los propósitos de su adolescencia, aro". Ambos fanáticos de 'Riverdale' en la comunidad asexual y Cole Sprouse, quien interpreta a Jughead en Riverdale de CW, se han quejado de borrado asexual en la televisión convencional y expresaron su deseo de ver explorada la asexualidad del personaje. Sin embargo, Sprouse señaló más tarde que Jughead Zdarsky creado es la única versión asexual hasta ahora. Al mismo tiempo, dijo que Jughead es aromático en las historias clásicas de Archie, "algo diferente (de la asexualidad) pero que también merece atención".
Un grupo de chicas formó la UGAJ (United Girls Against Jughead) en un esfuerzo por que se interesara por el romance, usando como método ordenadores o comida, aunque finalmente fracasando.
Durante sus primeros cuarenta años más o menos, Jughead a menudo afirmó que las niñas eran despreciables, e incluso hasta la década de 1990.[cita requerida] Un cambio en las actitudes sociales ha provocado que escritores y fanáticos posteriores prueben diferentes formas de explicar esto, como la angustia pasada del romance infantil, las malas impresiones de Veronica y Ethel, y en el reinicio de 2015, asexualidad. Nunca ha habido una explicación canónica consistente para que Jughead evite a las chicas y las citas. En una historia, Jughead declara: "No odio a las chicas, ¡simplemente amo más la comida!" En la historia Phood Phobia, Archie Andrews y Dilton Doiley descubren una capa oculta de esto: resulta que Jughead está realmente nervioso con las chicas, y recurre a la comida para consolarse. Cuando se enfrenta a esto, Jughead se queda atónito; descubrir que las chicas son la razón por la que disfruta tanto de la comida le hace perder el apetito. En otra historia, cuando Jughead vio que Miss Grundy estaba molesta en su cumpleaños, reunió a los otros estudiantes para animarla.
En A Lass From The Past, escrito por Nate Butler y que apareció por primera vez en "Jughead" #5 (abril de 1988), Jughead explica que la razón por la que no persigue a las niñas es por una angustia infantil, sostenida antes de mudarse. a Riverdale. Little Jughead se hizo amigo de Joani y tuvieron una relación amor de cachorros. La familia de Jughead se mudó a Riverdale y tuvo que dejar a Joani atrás. Decidido a no soportar la angustia de nuevo, juró no tener chicas y se quedó con la foto de la pequeña Joani en su billetera como recordatorio. Eso cambió cuando Debbie se mudó a la ciudad (en "Jughead's Journal", escrito por Rod Ollerenshaw y también apareció por primera vez en Jughead #5), y Jughead comenzó a superar su antigua angustia cuando comenzaron a salir. Sin embargo, Joani de repente visita la ciudad. Ahora, una mujer joven, le dice a Jughead que nunca lo olvidó y que todavía está enamorada de él, y comparten su primer beso. Antes de que Jughead decida si quiere tener una relación con Joani, ella lo deja, pero con la promesa de que volverán a estar juntos. El cómic incluso hizo que Jughead dijera: "A veces, la vida es más interesante que las hamburguesas y los batidos". Durante un tiempo, Debbie y Joani formaron el triángulo amoroso de Jughead, pero a los fanáticos no les gustó, por lo que ambas chicas desaparecieron y Jughead volvió a su clásico estilo de vida independiente. Unos años más tarde, apareció una chica llamada Trula Twyst. Tiende a volver loco a Jughead con su capacidad para predecir sus próximos movimientos, y desarrollaron una relación de amor-odio.
Otro hilo que ha atravesado historias involucra una experiencia psíquica que se supone que tuvo, causada por un broche extraño que usa en su sombrero. A principios de la década de 1990, Jughead tenía tres novias: Debbie, Joani y McAndrews. Este último es el descendiente de Archie en el futuro, quien protagonizó con Jughead en Jughead's Time Police, un cómic derivado de corta duración sobre sus aventuras viajando en el tiempo.
También, en la serie "Riverdale", se puede ver una de con Betty Cooper

## Intereses musicales
Jughead fue el baterista de The Archies. En una historia de cuatro partes, que incluía muchos flashbacks de la vida de Jughead, Archie había comentado que la razón por la que había elegido el puesto de baterista era que era demasiado introvertido para tocar en la parte delantera del escenario. Otra razón era que podía poner comida en sus tambores para comer mientras tocaba.
También ha profesado un amor por la música jazz, una vez detallada en un número de Jughead Magazine donde desarrolla una obsesión con un oscuro jazz drum llamado Willie Jim "loco". Después de recopilar sus discos, Jughead finalmente conoció a Jim, que ahora era muy viejo, enfermo y solitario, jugando en una esquina. Jughead convenció a Jim de que era confiable y se hicieron amigos rápidamente. Jim incluso tocó con The Archies en uno de sus conciertos. Jim murió poco después, por lo que Jughead se sentó con los amigos de Jim en la esquina para tocar una última y triste versión de St. James Infirmary Blues.

## Habilidades especiales
A pesar de su reputación de lento y perezoso, Jughead se muestra con frecuencia como extremadamente inteligente, y a menudo sorprende a sus amigos escépticos (notablemente Reggie y Veronica) con su vasto conocimiento en una amplia variedad de temas, incluyendo historia, Shakespeare, deportes y ciencia. En varios números, Jughead ha demostrado que su coeficiente intelectual está muy por encima del promedio. Es un alumno muy bueno, lo que exaspera a sus profesores cuando a veces no les presta atención.
Su agudeza mental varía de una historia a otra. En muchos casos, tiene problemas para mantener buenas calificaciones, pero una vez recibió un premio por ser el mejor estudiante de la escuela. Una vez, en Little Archie, se reveló que como estudiante, Jughead fue superado solo por Dilton Doiley. Su inteligencia queda evidenciada en su agudo ingenio, en su profunda perspicacia ocasional y en un raro talento para eclipsar a Reggie. En un número, Mr. Weatherbee intenta reducir el consumo de alimentos de Jughead, solo para darse cuenta de que el cerebro de Jughead deja de funcionar sin grandes cantidades de alimentos. El profesor Flutesnoot implica que el cerebro de Jughead quema todas las calorías, lo que lo mantiene delgado.
Jughead también es un artista talentoso y se refiere a sus obras como sus "Dipsy Doodles", que aparecen en tiras cómicas de una página. A menudo, lo que pinta cobra vida o se convierte en un objeto tridimensional real. Otra mordaza recurrente, presentada en la década de 1960, fue "El profesor Jughead", donde usaba una bata y un birrete y sermoneaba a sus compañeros adolescentes sobre temas que consideraba relevantes. Sin embargo, el contenido de la lección era a menudo absurdo e inútil en la vida real. "Las leyes locas del profesor Jughead" fue una tira en la que presentó varias leyes tontas. Una tira explora el hecho de que Jughead rara vez se dibuja con los ojos abiertos al señalar que Jughead tiene la habilidad inusual de "ver" con los ojos completamente cerrados y no ver con los ojos abiertos.
En su tiempo libre, le gusta jugar videojuegos, leer cómics y ir en monopatín. También se señaló en un número que tiene interés en el anime y el manga japonés también, con títulos como Sailor Lunar, Dragon Tall 33, Tech Robo y Trágico Knight Sayearth. A fines de la década de 1980, Jughead se obsesionó con la subcultura del skate, y sus intereses y gusto por la moda se renovaron para adaptarse a esto. Se agregaron varios personajes de corta duración a los cómics de "Jughead", incluido su enamoramiento afroamericano parapléjico Anita; rival ciego por los afectos de Ethel Jeff y su perro guía Spike; y banda de heavy metal The Potholes. Sin embargo, este cambio de imagen solo duró unos años.
Jughead rara vez se interesa por los deportes, pero tiene algunos talentos atléticos inesperados. A menudo, estos son efectos secundarios de sus otras actividades. Por ejemplo, es un corredor muy rápido debido a su constante evasión de Ethel y su determinación de estar al frente de la línea del almuerzo todos los días. El entrenador Kleats a menudo intenta reclutarlo para varios equipos escolares, generalmente sin éxito a largo plazo. A lo largo de los años, ha sido visto como un jugador de baloncesto, lanzador de béisbol, artista marcial, nadador, bailarín y gimnasta.
Muchas historias giran en torno a otros personajes que hacen comentarios sobre el apetito de Jughead. Una historia tiene a Dilton Doiley haciendo cálculos para demostrar científicamente que es imposible que Jughead coma de la manera en que lo hace, e incluso convence a Pop Tate de que cocine todo lo que Jughead comió antes para demostrarlo. Cuando toda la pandilla no está prestando atención, Jughead se comió toda la comida y terminó la historia diciendo que si no lo creían, podrían preparar la comida y que se la volvería a comer. Otra historia tiene a Jughead enfrentándose a un chico de otro grupo en un concurso de comidas. La pandilla rival envía a una chica a alimentar a Jughead para llenarlo la noche anterior en un esfuerzo por hacer trampa, pero él se las arregla para ganar de todos modos. En otro, Archie expresa preocupación por la comida de Jughead y la falta de ejercicio, lo que lleva a Reggie a presumir levantando una sola caja de botellas de Pop sobre su cabeza. Jughead ayuda a Pop levantando sin esfuerzo tres cajas a la vez y llevándolas a la trastienda, asombrando a Archie y Reggie. Enervándolos aún más, arranca un taburete que Pop dijo que podía tomar como recuerdo (estaba reemplazando sus taburetes del mostrador más tarde ese día) con una mano nuevamente sin esfuerzo. En esa historia, dice que come para fortalecerse, haciendo reír a Archie y Reggie, pero cambian de opinión cuando ven que es muy fuerte, e incluso comienzan a comer en un esfuerzo por fortalecerse, sin éxito.
A menudo, cuando Jughead intenta unirse a un equipo, termina con una tarea servil indeseable, como el chico del agua o el gerente de equipo. Sin embargo, a menudo participa en actividades escolares menos agotadoras, como el periódico escolar, "el azul y el oro". Su reputación como crítico gastronómico y sus opiniones imparciales de los equipos escolares lo convierten en un miembro valioso del personal. En algunas historias, se ha demostrado que Jughead tiene habilidades sobrenaturales que nunca se vuelven a ver. Estos incluyen controlar el clima, hacer el mal de ojo, aprender las habilidades presentadas en cualquier libro que lea y predecir el futuro.
En las historias de Super Teens (donde varios de los personajes principales de 'Archie' son secretamente superhéroes), Jughead podría convertirse en Capitán héroe, obteniendo un disfraz con capa y un físico más musculoso (que varía de una historia a otra), pero conservando su gorra en forma de corona. El Capitán Hero apareció cuando Jughead recita el encantamiento mágico (similar al juramento de Green Lantern):
Gorro mágico diminuto apuntando hacia el cielo; dame músculo, poder, vigor, ¡forma un súper chico!
El Capitán Hero a menudo parecía poseer los poderes adecuados para el problema en cuestión. Estos nunca se definieron por completo, pero mantuvo ciertos poderes sobrehumanos "de reserva", como el vuelo, mayor fuerza y resistencia a las lesiones. Al principio, el Capitán Hero era a menudo el más serio y competente de los Super Teens, y los demás cederían a su liderazgo, en contraste con el estado percibido de Jughead como el compañero de Archie y un individuo generalmente vago.

## Hot Dog
Hot Dog es un perro mestizo de pelo largo que se parece a un perro pastor inglés antiguo blanco. Pertenece a Jughead, aunque cuando apareció por primera vez en Pep Comics #224 (diciembre de 1968), pertenecía a Archie. Hot Dog cambió de dueño con frecuencia en sus primeras apariciones, pero finalmente se le dio un hogar permanente con Jughead.
Hot Dog generalmente piensa como un humano, ya que sus pensamientos se presentan en burbujas de pensamientos. Es perezoso, constantemente hambriento y, al igual que Jughead, no le gusta Reggie Mantle.
Hot Dog generalmente se considera un miembro de La banda de Archie. Tiende a sentirse atraído por los perros con pedigrí de Veronica Lodge, e incluso tuvo una camada de cachorros con uno de ellos, un caniche llamado Lucretia, para disgusto de Veronica.[cita requerida] En la serie de la década de 1970 Sabrina the Teenage Witch, Hot Dog tiene un compañero, Chili Dog, que es más pequeño y pelirrojo. Una mordaza corriente son las "batallas" de los dos perros con el gato de Sabrina Salem Saberhagen. En la serie limitada del universo alternativo Jughead's Pal, Hot Dog, cuando la familia de Jughead se opone a que Hot Dog viva en interiores porque está cubierto de suciedad, Dilton Doiley construye Hot Dog, una caseta llena de inventos caprichosos. El compañero de Hot Dog en esa serie de corta duración es un chihuahua llamado Pablito.

### En otros medios
En la serie animada de Filmation The Archie Show, Hot Dog es la mascota de The Archies y a menudo se presenta como si fingiera "dirigir" la banda.

## Otras versiones

### Más allá con Archie
Jughead aparece en el primer número de Afterlife with Archie antes de ser mordido por un Hot Dog resucitado, que lo transforma en un zombi. Se le conoce como "Paciente cero" en términos de ser el primero en ser afectado. Sin embargo, el octavo número revela que Jughead es un fantasma y su alma ya no está en su cuerpo; lo que está controlando su cadáver no es él.

### Jughead: El hambre
En este spin-off de Archie Horror, Jughead es un hombre lobo responsable de varios asesinatos en Riverdale y es conocido como "El Destripador de Riverdale". Él y Archie se dan cuenta de que es un hombre lobo después de que asesina a Dilton durante la luna llena. Al día siguiente, Betty revela que proviene de una larga línea de licantropía que se remonta a la Inglaterra medieval y que sus antepasados siempre han estado ahí para detenerlos. No queriendo que Betty asesine a su amigo, Archie sugiere ir a los jardines botánicos para curar a Jughead con Wolfsbane. Esto funciona durante un par de meses, pero después de que desaparece y Jughead asesina a Reggie en su estado de lobo, se va de la ciudad con Hot Dog porque sabe que Betty no le daría una segunda oportunidad.

### La vida con Archie: La vida de casado
Jughead aparece en Life with Archie: The Married Life comenzando en 2010. En esta serie, Jughead ha tomado el control de Pop's de Pop Tate y lo ha renombrado Jughead's, que luego abarcó una franquicia en cada universo respectivo. Terminó abandonando la franquicia para operar la tienda original en Riverdale. En esta serie, termina casándose con Midge Klump en un universo y Ethel en el otro.

## En otros medios

### Animado
- Jughead apareció en The Archie Show, una serie animada de 1968 producida por Filmation. También apareció en las distintas spin-offs producidas en el mismo formato. Fue expresado por Howard Morris.
- Jughead apareció en el video animado de Sugar, Sugar, de The Archies, como el baterista de la banda.
- Jughead apareció en un segmento animado de Filmation para Barrio Sésamo destacando la letra J.
- Un programa de corta duración en la década de 1970, Archie's TV Funnies, presentaba otros personajes de historietas, como Broom Hilda y Smokey Stover. Archie presentó cada breve educativo, como una lección sobre la importancia del baño de Nancy y Sluggo.
- Otro programa, Los Estados Unidos de Archie, mostraba a Archie y la pandilla como ellos mismos en diferentes épocas históricas. El objetivo era enseñar historia.
- Jughead apareció en The New Archies, una reinvención de 1987 de Archie y la pandilla. Jughead fue retratado como un preadolescente en la secundaria. Fue expresado por Michael Fantini.
- Jughead apareció en Archie's Weird Mysteries, con la voz de Chris Lundquist.
- En Los Simpson, Jughead, Moose, Archie y Reggie hicieron un cameo golpeando a Homer Simpson en Sideshow Bob Roberts.

### Acción en vivo

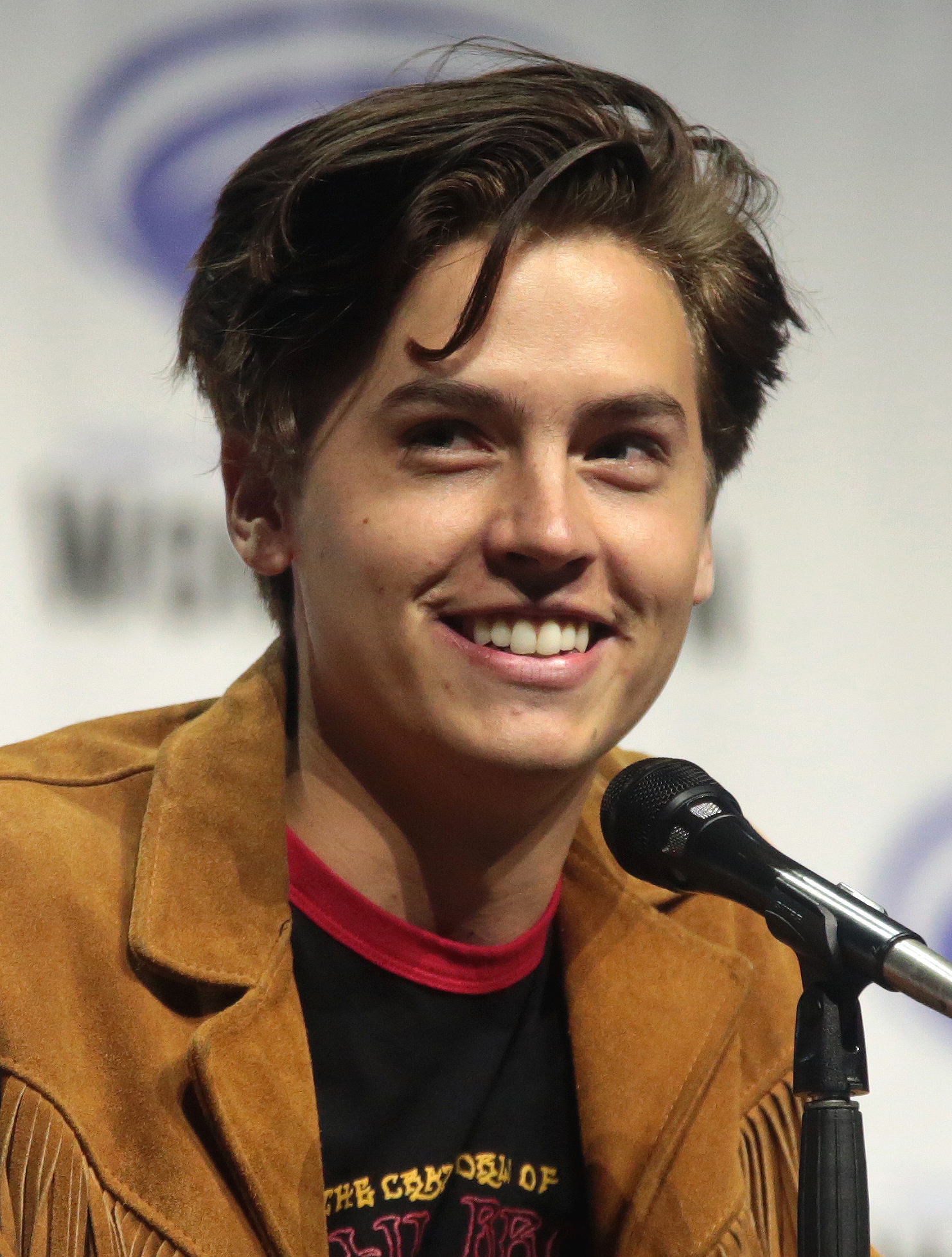
Cole Sprouse interpreta a Jughead en Riverdale.

- Derrel Maury[32] jugó con Jughead en "Archie", un episodio de 1976 del "ABC Saturday Comedy Special"; este estaba destinado a ser el piloto para una nueva serie, que nunca se materializó.[33] Repitió este papel en 1978 en la película The Archie Situation Comedy Musical Variety Show.[34]
- Jughead aparece en Archie: To Riverdale and Back Again, una película para televisión de 1990 que fue transmitida por NBC, interpretada por Sam Whipple. Ambientada quince años después de su graduación de la escuela secundaria, la película muestra a Jughead como un psiquiatra que posee una exitosa práctica privada en las afueras de Riverdale.[35] También está divorciado y está criando a su hijo Jordon por su cuenta, a quien Archie se refiere en broma como Jughead Junior.
- Jughead es un personaje principal en Riverdale, una serie dramática en CW, donde es interpretado por Cole Sprouse. Esta versión de Jughead es marcadamente diferente del personaje cómico, exhibiendo un comportamiento más oscuro y temperamental. En el programa, Jughead usa un gorro de punto gris oscuro ordinario con puntos y alfileres, pero aparece en una secuencia de sueños con su distintiva gorra de corona y su sudadera con forma de "S". Su madre y su hermana son mencionadas pero ausentes, ya que se fueron debido a la adicción al alcohol de su padre. Su padre, F.P., es el líder de los Serpientes de Southside, Jughead, elige no vivir con él, no tiene hogar. En el final de la primera temporada, los Serpientes le ofrecen a Jughead una de sus chaquetas, lo que esencialmente lo convierte en un miembro honorario. En la segunda temporada, se somete a una iniciación que incluye una brutal paliza para convertirse en miembro de pleno derecho. Con el tiempo, se convierte en un líder de facto de los adolescentes de la pandilla, y en el final de la segunda temporada, después de que intenta salvar a los Serpientes de una pelea con una pandilla rival que las supera en número al intercambiarse a sí mismo, F.P. se retira y lo nombra su sucesor.